# Лаббе, Филипп
Фили́пп Лаббе́ (фр. Philippe Labbé; (10 июля 1607 — 17 (16) марта 1667) — иезуит, французский учёный в областях: истории, богословия, географии и филологии.
Лаббе родился в Бурже; в очень раннем возрасте, 28 сентября 1623 года, вступил в Орден иезуитов, после чего занимался изучением литературы, философии, богословия и риторики. Стал профессором в областях: гуманитарные науки, философия, богословие. Преподавал в Кане, в Бурже, в конце жизни в колледже Клермонта в Париже. Благодаря выдающимся способностям и своим работам, Филипп Лаббе вместе с Дионисием Петавием считаются выдающимися французскими иезуитами. Умер Филипп в Париже.
Его работы (75 сочинений) относятся преимущественно к истории и истории религии; наиболее важные из них посвящены хронологии:
- «Hagiologium Franco-Galliae» (П., 1643);
- «Nova bibliotheca manuscriptorum» (1643)
- «Pharus Galliae antiquae» (1644);
- «Historiae sacrae prodromus» (1646);
- «La Géographie royale» (1646);
- «Histoire du Berry abbrégée dans l'éloge panégyrique de la ville de Bourges…» (1647);
- «Tableavx Genealogiqves De La Maison Royale De France» (1649);
- «Methode Aisée pour apprendre La Chronologie Sacrée Et Profane» (1649);
- «Clef d’or de l’histoire de France» (1652);
- «Bibliotheca chronologica sanctorum Patrum» (1659);
- «Le Blazon royal des armoiries des roys, reynes, dauphins, fils et filles de …» (1664);
- «Le chronologiste français» (1666);
- «La Clef d’or de l’Histoire de France», или «Les Mélanges curieux» (1668);
- «Concordia chronologica, technica et historica» (1670);
- «Sacrosancta concilia ad Regiam editionem exacta» (1672).

Особую известность получило, изданное Лаббе, собрание документов поместных и Вселенских соборов на древнегреческом и латинских языках в 17 книгах: «Sacrosancta concilia ad Regiam editionem exacta», первые 8 томов Лаббе издал самостоятельно, но когда он готовил к печати 9-й и 10-й тома, то умер. Издание было доведено до конца товарищем Лаббе по иезуитскому ордену Габриелем Коссаром (фр.) в 1672 году, когда издана последняя 17-я книга.

## Деяния вселенских соборов
Во второй половине XIX века при Казанской духовной академии на основании книг Лаббе «Sacrosancta concilia ad Regiam editionem exacta» и Гардуэна «Conciliorum collectio regia maxima» был сделан перевод на русский язык документов семи Вселенских соборов, который был издан в семи томах, под названием: «Деяния вселенских соборов» (первый том был издан в 1859 году).
- Том 1. I—III Вселенские Соборы. 3-е изд. Казань, 1910.
- Том 2. III Вселенский Собор (продолжение). 2-е изд. Казань, 1892
- Том 3. IV Вселенский Собор. Казань, 1908.
- Том 4. IV Вселенский Собор (окончание). Казань, 1908.
- Том 5. V Вселенский Собор. 4-е изд. Казань, 1913.
- Том 6. VI Вселенский Собор. 3-е изд. Казань, 1908.
- Том 7. VII Вселенский Собор. 3-е изд. Казань 1909.